# Az MTK Hungária FC 2002–2003-as szezonja
Az MTK Hungária FC 2002–2003-as szezonja szócikk az MTK Hungária FC első számú férfi labdarúgócsapatának egy szezonjáról szól, mely összességében a 94. idénye volt a csapatnak a magyar első osztályban. A klub fennállásának ekkor volt a 114. évfordulója.

## Mérkőzések
| Színmagyarázat | Színmagyarázat |
| -------------- | -------------- |
|                | Győzelem.      |
|                | Döntetlen.     |
|                | Vereség.       |

### Borsodi Liga 2002–03

#### Őszi fordulók
| 1. forduló 2002. július 26. |

| MTK Hungária                                       | 3 – 1   | Videoton            |
| -------------------------------------------------- | ------- | ------------------- |
| Czvitkovics 29' Ferenczi 37' Illés 79' Némethy 18' | (2 – 0) | Hamar 78' Vasas 31' |

| Hidegkuti Nándor Stadion, Budapest Nézőszám: 1 500 Játékvezető: Ábrahám Attila (magyar) |

| 2. forduló 2002. augusztus 2. |

| Újpest                           | 1 – 2   | MTK Hungária                                                    |
| -------------------------------- | ------- | --------------------------------------------------------------- |
| Móri 80' Slončík 58' Szélesi 69' | (0 – 1) | Juhász 26' Illés 90+1' Smiljanić 2' Molnár 58' Jezdimirović 79' |

| Megyeri út, Budapest Nézőszám: 4 000 Játékvezető: Szabó Zsolt (magyar) |

| 3. forduló 2002. augusztus 10. |

| MTK Hungária                                              | 4 – 3   | Debreceni VSC                         |
| --------------------------------------------------------- | ------- | ------------------------------------- |
| Illés 9' 16' 63' 85' Dragan 38' Ferenczi 30' Andronic 75' | (3 – 1) | Șumudică 18' Selymes 53' Böőr 59' 57' |

| Hidegkuti Nándor Stadion, Budapest Nézőszám: 1 500 Játékvezető: Hajdó Attila (magyar) |

| 4. forduló 2002. augusztus 17. |

| Győri ETO                          | 1 – 0   | MTK Hungária                                      |
| ---------------------------------- | ------- | ------------------------------------------------- |
| Németh 44' Jovanović 14' Böjte 81' | (1 – 0) | Jezdimirović 39' Elek 57' Andronic 74' Rednic 78' |

| Rába ETO Stadion, Győr Nézőszám: 4 000 Játékvezető: Szabó Zsolt (magyar) |

| 5. forduló 2002. augusztus 23. |

| MTK Hungária                                      | 3 – 0   | Zalaegerszegi TE                 |
| ------------------------------------------------- | ------- | -------------------------------- |
| Illés 20' 72' Zavadszky 79' Rednic 14' Juhász 50' | (1 – 0) | Faragó 39' Csóka 60' Urbán 90+1' |

| Hidegkuti Nándor Stadion, Budapest Nézőszám: 3 500 Játékvezető: Szarka Zoltán (magyar) |

| 6. forduló 2002. szeptember 1. |

| Ferencváros                                             | 0 – 1               | MTK Hungária                                      |
| ------------------------------------------------------- | ------------------- | ------------------------------------------------- |
| Kriston 29' Dragóner 32′ Gera 36' Vukmir 48' Tököli 65' | (0 – 1) Jegyzőkönyv | Zavadszky 27' Smiljanić 18' Jezdimirović 37′, 79′ |

| Üllői út, Budapest Nézőszám: 10 000 Játékvezető: Bede Ferenc (magyar) |

| 7. forduló 2002. szeptember 14. |

| MTK Hungária                    | 1 – 0   | Siófok FC           |
| ------------------------------- | ------- | ------------------- |
| Rednic 90' Füzi 71' Némethy 83' | (0 – 0) | Sipeki 27' Gaál 75' |

| Hidegkuti Nándor Stadion, Budapest Nézőszám: 1 000 Játékvezető: Saskőy Szabolcs (magyar) |

| 8. forduló 2002. szeptember 20. |

| Kispest–Honvéd                                      | 3 – 5   | MTK Hungária                                                                   |
| --------------------------------------------------- | ------- | ------------------------------------------------------------------------------ |
| Piroska 10' 75' Balint 34' 79' Dubecz 47' Babos 60' | (2 – 2) | Illés 9' 79' 90+1' Zavadszky 24' Rednic 83' Smiljanić 44' Elek 58' Horváth 67' |

| Bozsik József Stadion, Budapest Nézőszám: 1 000 Játékvezető: Dubraviczky Attila (magyar) |

| 9. forduló 2002. szeptember 28. |

| MTK Hungária                                   | 3 – 0   | Előre FC Békéscsaba |
| ---------------------------------------------- | ------- | ------------------- |
| Ferenczi 2' Zavadszky 42' 51' Jezdimirović 33' | (2 – 0) | Bánföldi 32'        |

| Hidegkuti Nándor Stadion, Budapest Nézőszám: 1 000 Játékvezető: Bede Ferenc (magyar) |

| 10. forduló 2002. október 5. |

| FC Sopron                                                             | 3 – 2   | MTK Hungária    |
| --------------------------------------------------------------------- | ------- | --------------- |
| Pintér 6' Tóth M. 59' Horváth 69' Csiszár 34' Fehér 45' Majoroš 90+2' | (1 – 2) | Ferenczi 7' 27' |

| Káposztás utcai Stadion, Sopron Nézőszám: 2 000 Játékvezető: Szarka Zoltán (magyar) |

| 11. forduló 2002. október 19. |

| MTK Hungária                                                                               | 5 – 1   | Dunaferr SE          |
| ------------------------------------------------------------------------------------------ | ------- | -------------------- |
| Zavadszky 7' 48' Rednic 19' Illés 63' Ferenczi 69' Jezdimirović 24' Füzi 35' Smiljanić 79' | (2 – 0) | Balaskó 61' Kiss 64' |

| Hidegkuti Nándor Stadion, Budapest Nézőszám: 1 500 Játékvezető: Hanacsek Attila (magyar) |

| 12. forduló 2002. október 26. |

| Videoton             | 0 – 0   | MTK Hungária     |
| -------------------- | ------- | ---------------- |
| Dvéri 45' Pomper 84' | (0 – 0) | Jezdimirović 77' |

| Sóstói Stadion, Székesfehérvár Nézőszám: 1 000 Játékvezető: Kassai Viktor (magyar) |

| 13. forduló 2002. november 2. |

| MTK Hungária                                                     | 1 – 0   | Újpest                                           |
| ---------------------------------------------------------------- | ------- | ------------------------------------------------ |
| Ferenczi 84' Molnár 44' Rednic 58' Jezdimirović 65' Andronic 69' | (0 – 0) | Szélesi 9' Korolovszky 45' Rósa H. 47' Kunzo 76' |

| Hidegkuti Nándor Stadion, Budapest Nézőszám: 1 500 Játékvezető: Juhos Attila (magyar) |

| 14. forduló 2002. november 9. |

| Debreceni VSC          | 0 – 0   | MTK Hungária         |
| ---------------------- | ------- | -------------------- |
| Sándor 53' Bernáth 89' | (0 – 0) | Füzi 29' Komlósi 34' |

| Oláh Gábor utcai stadion, Debrecen Nézőszám: 5 000 Játékvezető: Dubraviczky Attila (magyar) |

| 15. forduló 2002. november 15. |

| MTK Hungária               | 2 – 0   | Győri ETO           |
| -------------------------- | ------- | ------------------- |
| Illés 76' 72' Ferenczi 87' | (0 – 0) | Stark 63' Böjte 86′ |

| Hidegkuti Nándor Stadion, Budapest Nézőszám: 2 000 Játékvezető: Megyebíró János (magyar) |

| 16. forduló 2002. november 23. |

| Zalaegerszegi TE                                                   | 1 – 2   | MTK Hungária                           |
| ------------------------------------------------------------------ | ------- | -------------------------------------- |
| Faragó 52' Král 29' Kenesei 42' Urbán 60' Egressy 73' Kocsárdi 84' | (0 – 2) | Elek 17' Illés 31' 44' Smiljanić 90+4' |

| ZTE Aréna, Zalaegerszeg Nézőszám: 7 000 Játékvezető: Szabó Zsolt (magyar) |

| 17. forduló 2002. december 1. |

| MTK Hungária             | 0 – 1               | Ferencváros            |
| ------------------------ | ------------------- | ---------------------- |
| Komlósi 61′ Molnár 90+1' | (0 – 1) Jegyzőkönyv | Gera 15' 45' Kapič 67' |

| Hidegkuti Nándor Stadion, Budapest Nézőszám: 7 500 Játékvezető: Bede Ferenc (magyar) |

#### Tavaszi fordulók
| 18. forduló 2003. március 8. |

| Siófok FC | 0 – 1   | MTK Hungária |
| --------- | ------- | ------------ |
|           | (0 – 0) | Rednic 88'   |

| Révész Géza utcai stadion, Siófok Nézőszám: 1 500 Játékvezető: Megyebíró János (magyar) |

| 19. forduló 2003. március 12. |

| MTK Hungária                                        | 2 – 1   | Kispest–Honvéd                    |
| --------------------------------------------------- | ------- | --------------------------------- |
| Juhász 4' Carlos 51' Jezdimirović 75' Smiljanić 80' | (1 – 1) | Torghelle 45' Pandur 27' Erős 44' |

| Hidegkuti Nándor Stadion, Budapest Nézőszám: 3 000 Játékvezető: Ábrahám Attila (magyar) |

| 20. forduló 2003. március 15. |

| Előre FC Békéscsaba                                                                         | 2 – 2   | MTK Hungária                                 |
| ------------------------------------------------------------------------------------------- | ------- | -------------------------------------------- |
| Tóth 40' 19' Hoffmann 90+3' Udvari 32' Lapsánszki 64' Grujić 70' Bánföldi 78' Schindler 86' | (1 – 2) | Czvitkovics 20' Carlos 25' Füzi 51' Liţa 82' |

| Kórház utcai stadion, Békéscsaba Nézőszám: 3 000 Játékvezető: Bede Ferenc (magyar) |

| 21. forduló 2003. március 21. |

| MTK Hungária             | 0 – 0   | FC Sopron                             |
| ------------------------ | ------- | ------------------------------------- |
| Rednic 38' Smiljanić 66' | (0 – 0) | Somogyi 26' Pintér 67' Horváth A. 83' |

| Hidegkuti Nándor Stadion, Budapest Nézőszám: 1 000 Játékvezető: Hajdó Attila (magyar) |

| 22. forduló 2003. április 5. |

| Dunaferr SE                                         | 3 – 3   | MTK Hungária                                                   |
| --------------------------------------------------- | ------- | -------------------------------------------------------------- |
| Lengyel 45' 90+2' Nikolov 61' Klement 41' Vaskó 76' | (1 – 3) | Illés 10' 30' 33' Zavadszky 15' Juhász 13' Molnár 26' Pető 83' |

| Dunaújváros Nézőszám: 2 000 Játékvezető: Dubraviczky Attila (magyar) |

| 23. forduló (rájátszás) 2003. április 11. |

| Ferencváros                                              | 2 – 1               | MTK Hungária                                         |
| -------------------------------------------------------- | ------------------- | ---------------------------------------------------- |
| Leandro 16' Lipcsei 64' (11-esből) Bognár 54′ Penksa 79' | (1 – 1) Jegyzőkönyv | Illés 38' Smiljanić 39' Rednic 60' Czvitkovics 90+2' |

| Üllői út, Budapest Nézőszám: 7 354 Játékvezető: Hanacsek Attila (magyar) |

| 24. forduló (rájátszás) 2003. április 19. |

| MTK Hungária                                         | 1 – 0   | Debreceni VSC |
| ---------------------------------------------------- | ------- | ------------- |
| Zavadszky 13' Andronic 12' Smiljanić 28' Komlósi 45' | (1 – 0) | Ilie 21'      |

| Hidegkuti Nándor Stadion, Budapest Nézőszám: 1 000 Játékvezető: Arany Tamás (magyar) |

| 25. forduló (rájátszás) 2003. április 23. |

| Győri ETO                            | 2 – 3   | MTK Hungária                                            |
| ------------------------------------ | ------- | ------------------------------------------------------- |
| Baumgartner 3' Regedei 38' Perić 73' | (2 – 1) | Zavadszky 36' Illés 71' 75' Dragan 78' Jezdimirović 90' |

| Rába ETO Stadion, Győr Nézőszám: 1 000 Játékvezető: Bede Ferenc (magyar) |

| 26. forduló (rájátszás) 2003. április 26. |

| Siófok FC                                                   | 4 – 2   | MTK Hungária                                          |
| ----------------------------------------------------------- | ------- | ----------------------------------------------------- |
| Schwarcz 7' 24' Schultz 22' Fülöp 76' Pusztai 45' Usvat 87' | (3 – 1) | Czvitkovics 30' 72' Smiljanić 21' Füzi 38′ Juhász 49' |

| Révész Géza utcai stadion, Siófok Nézőszám: 2 500 Játékvezető: Makai János (magyar) |

| 27. forduló (rájátszás) 2003. május 4. |

| MTK Hungária                                 | 1 – 2   | Újpest                                                                          |
| -------------------------------------------- | ------- | ------------------------------------------------------------------------------- |
| Carlos 50' 65' Molnár 42' Lita 80' Madar 90' | (0 – 1) | Tamási 42' Rósa D. 70' Szélesi 35' Farkas 44' Juhár 55' Vanczák 83' Horváth 84' |

| Hidegkuti Nándor Stadion, Budapest Nézőszám: 1 500 Játékvezető: Fábián Mihály (magyar) |

| 28. forduló (rájátszás) 2003. május 10. |

| MTK Hungária                           | 0 – 0               | Ferencváros           |
| -------------------------------------- | ------------------- | --------------------- |
| Zavadszky 42' Molnár 79' Smiljanić 87' | (0 – 0) Jegyzőkönyv | Tököli 14' Vukmir 20′ |

| Hidegkuti Nándor Stadion, Budapest Nézőszám: 5 000 Játékvezető: Kassai Viktor (magyar) |

| 29. forduló (rájátszás) 2003. május 14. |

| Debreceni VSC                                | 1 – 2   | MTK Hungária                  |
| -------------------------------------------- | ------- | ----------------------------- |
| Böőr 86' 62' Sándor 39' Ilie 50′ Selymes 58' | (0 – 1) | Madar 28' Carlos 85' Pető 51' |

| Oláh Gábor utcai stadion, Debrecen Nézőszám: 3 000 Játékvezető: Szabó Zsolt (magyar) |

| 30. forduló (rájátszás) 2003. május 17. |

| MTK Hungária             | 3 – 1   | Győri ETO                                                        |
| ------------------------ | ------- | ---------------------------------------------------------------- |
| Juhász 12' Illés 28' 45' | (3 – 0) | Bajevszki 56' Herczeg 37' Jezdimirović 38' Kartelo 61' Perić 72' |

| Hidegkuti Nándor Stadion, Budapest Nézőszám: 1 300 Játékvezető: Erdős József (magyar) |

| 31. forduló (rájátszás) 2003. május 24. |

| MTK Hungária                        | 3 – 1   | Siófok FC                             |
| ----------------------------------- | ------- | ------------------------------------- |
| Illés 30' 75' Carlos 38' Juhász 75' | (2 – 0) | Csordás 90' Fülöp 74' Smiljanić 90+1' |

| Hidegkuti Nándor Stadion, Budapest Nézőszám: 2 500 Játékvezető: Megyebíró János (magyar) |

| 32. forduló (rájátszás) 2003. május 30. |

| Újpest | 0 – 1   | MTK Hungária |
| ------ | ------- | ------------ |
|        | (0 – 1) | Juhász 34'   |

| Szusza Ferenc Stadion, Budapest Nézőszám: 2 044 Játékvezető: Szarka Zoltán (magyar) |

#### A végeredmény (Felsőház)
| # | Csapat                  | J  | Gy | D  | V  | Rg | Kg | Gk  | P  | Megjegyzés                              |
| - | ----------------------- | -- | -- | -- | -- | -- | -- | --- | -- | --------------------------------------- |
| 1 | MTK Hungária            | 32 | 20 | 6  | 6  | 59 | 34 | +25 | 66 | Bajnok, 2003–2004-es BL 2. selejtezőkör |
| 2 | Ferencvárosi TC         | 32 | 19 | 7  | 6  | 50 | 24 | +26 | 64 | 2003–2004-es UEFA-kupa selejtező        |
| 3 | Debreceni VSC-MegaForce | 32 | 13 | 14 | 5  | 57 | 38 | +19 | 53 | 2003–2004-es UEFA-kupa selejtező        |
| 4 | Újpest FC               | 32 | 15 | 7  | 10 | 54 | 41 | +13 | 52 |                                         |
| 5 | Siófok FC               | 32 | 12 | 11 | 9  | 46 | 44 | +2  | 47 |                                         |
| 6 | Győri ETO FC            | 32 | 9  | 9  | 14 | 41 | 50 | -9  | 36 | 2003-as Intertotó-kupa                  |

## Külső hivatkozások
- Az MTK Budapest FC hivatalos honlapja